# Elaine Hamilton
Pour les articles homonymes, voir Elaine Hamilton (écrivain) et Hamilton.
Elaine Hamilton, née Elaine Hamilton O'Neal le 13 octobre 1920 à Catonsville, près de la ville de Baltimore, et morte le 15 mars 2010 à Woodstock (Maryland), est une artiste américaine.

## Biographie
Elaine Hamilton a été l'élève de Robert Brackman, puis l'associée de Michel Tapié, et, après 1960, connue comme « action painter ». Elle a été invitée à la Biennale de Venise en 1956 et encore en 1958.
Elle a gagné le prix[Lequel ?] à la Biennale de Menton, France, en 1968. Elle a fait aussi des expositions particulières aux États-Unis et au Mexique, Pakistan, Japon, et en Italie.
En 1973, elle acquiert le château du Faÿ à Andrésy.